# وامبرتو دی جسوس سوسا کامپوس
وامبرتو دی جسوس سوسا کامپوس (به پرتغالی: Wamberto de Jesus Sousa Campos) مهاجم اهل برزیل است که در شهر Cururupu و در تاریخ ۱۳ دسامبر ۱۹۷۴ به دنیا آمده‌است.
وامبرتو دی جسوس سوسا کامپوس در تیم‌های فوتبال Seraing سابقهٔ حضور دارد.